# Taha Yasin Ramadan
Taha Yasin Ramadan al Yizrawi (22 de febrero de 1938 – 20 de marzo de 2007) (en árabe: طه ياسين رمضان الجزراوي‎) fue un militar y político iraquí, que fue vicepresidente de Irak desde marzo de 1991 hasta la caída de Sadam Huseín en abril del 2003.

## Vicepresidencia

### Propuesta de resolución al conflicto entre Estados Unidos e Irak
En octubre de 2002, cuatro meses antes de que los Estados Unidos invadieran Irak, Ramadan les propuso al presidente de los EE. UU. George W. Bush y a Sadam Huseín resolver sus problemas mediante un duelo. Taha explicó que esto no sólo serviría como una alternativa a una guerra (que finalmente tuvo lugar y que dañó la infraestructura de Irak), sino que reduciría el sufrimiento de ciudadanos iraquíes y estadounidenses. El ofrecimiento de Ramadan incluía la posibilidad de que un grupo de oficiales estadounidenses se enfrentaran con un grupo de oficiales iraquíes del mismo o similar rango (presidente contra presidente, vicepresidente contra vicepresidente, etc.). Ramadan propuso que el duelo se realizara en un territorio neutral, con cada parte usando las mismas armas, y con el secretario general de Naciones Unidas Kofi Annan supervisando el encuentro. En nombre del presidente Bush, el secretario de prensa de la Casa Blanca Ari Fleischer (en inglés) declinó el ofrecimiento.

### Últimos años
Después de la caída del gobierno de Sadam, Taha Yasin Ramadan formó parte de la lista de iraquíes más buscados en los Estados Unidos y su nombre estaba representado por el Diez de Diamantes en la baraja de cartas de los iraquíes más buscados. Taha fue capturado el 10 de agosto de 2003 en Mosul, por combatientes de la Unión Patriótica del Kurdistán (UPK) y entregado a las fuerzas estadounidenses.

## Juicio y ejecución
Ramadan fue uno de los acusados en el juicio de Al-Dujail del Alto Tribunal Penal iraquí. El 5 de noviembre de 2006 fue sentenciado a cadena perpetua. El 26 de diciembre de 2006 la corte de apelaciones envió el expediente de regreso al Tribunal, indicando que la sentencia era demasiado indulgente y solicitando en cambio una sentencia de muerte. El 12 de febrero de 2007 fue sentenciado a muerte por ahorcamiento. Su sentencia fue llevada a cabo en el cuarto aniversario de la invasión de Irak por parte de Estados Unidos, falleciendo el 20 de marzo de 2007 antes del amanecer.